# 武兹反应
武茲反應(英語：Wurtz reaction)，是以法国化学家查尔斯-阿道夫·武尔茨為名。這是一種與有機化學、有機金屬化學與最近的無機主族元素聚合物相關的偶聯反應，即利用兩種鹵代烴與鈉反應產生新的 C-C 鍵，以合成更長的碳鏈：
另外其他的金属被发现也能参与反应，比如铁、银、锌。由铟、铜催化或者是锰和氯化铜催化.
與鹵代芳香烴合成相關的反應則稱為武茲-費提希反應。

## 机理
參與反應的自由基為R•。
鈉的一個電子轉移到鹵素，產生一個鹵化鈉和一個烷基。
R-X + Na → R• + Na+X−
烷基從另一個鈉原子接受一個電子變成帶負電的烷基陰離子，而鈉則形成陽離子。
R• + Na → R−Na+
最後，烷基陰離子在SN2反應中取代鹵素，形成一個新的 C-C 共價鍵。
R−Na+ + R-X → R-R + Na+X−

## 範例
將碘甲烷和氯乙烷與鈉金屬粉末放置於無水醚中反應。反應後的烷烴的碳鏈會比反應前加倍，例如碘甲烷形成乙烷，氯乙烷形成正丁烷。
反應使用的溶劑，包括上述的例子，都必需是無水的，因為烷基陰離子是鹼性的（烷基質子的pKa是48–50），因此，他們會傾向將水去質子化形成氫氧離子（OH−），而產生醇，如此會降低預期烷烴的產出量。
因为很多限制(如下),这个反应非常少的用于合成， 尤其是当合成的目标烷烃在天然来源很容易获得的时候。比如说原油，或是很多能够从脂肪酸来转化过来的条件。 然而，Wurtz偶连在关很多小分子环的时候相当有用，特别是三元环。 比如二环丁烷就是通过1-溴-3-氯环丁烷和钠来合成的，并且可以得到95%的高收率。

## 限制
武茲反應只限制於對稱烷烴的合成。如果將兩種不同的鹵烷放在一起反應，結果將會產生兩種不同的烷鏈，並混合在一起，通常將它們分離出來是很難的。當反應包含自由基時，副反應也會產生烯烴。當鹵烷与卤素相连的碳原子取代太多，這個副反應便顯得很重要。這是因為在第二階段中SN2反應所需的能量會變的很高，所以這個消除反应更容易发生。
科里-豪斯合成在烷烴合成反應中具有可選擇路徑（alternative route），因此排除了武茲反應的一些限制。

## 其他
武兹反应还导致了另一个极有用的试剂的发明，即格林納試劑。法国人巴比尔指导研究生格林尼亚研究用鎂来代替钠做武兹反应，结果反应没有成功，却导致了格林納試劑的发明。